# Benedict Joseph Semmes
Benedict Joseph Semmes (* 1. November 1789 im Charles County, Maryland; † 10. Februar 1863 im Prince George’s County, Maryland) war ein US-amerikanischer Politiker. Zwischen 1829 und 1833 vertrat er den Bundesstaat Maryland im US-Repräsentantenhaus.

## Werdegang
Benedict Semmes besuchte die öffentlichen Schulen seiner Heimat und eine medizinische Schule in Philadelphia. Nach einem anschließenden Medizinstudium an der Baltimore Medical School und seiner 1811 erfolgten Zulassung als Arzt begann er in Piscataway in diesem Beruf zu arbeiten. Später wurde er auch in der Landwirtschaft tätig. Politisch schloss sich Semmes der Bewegung um Präsident John Quincy Adams an und wurde Mitglied der kurzlebigen National Republican Party. Zwischen 1825 und 1828 saß er im Abgeordnetenhaus von Maryland und fungierte zeitweise als dessen Präsident. Danach gehörte er dem Staatssenat an.
Bei den Kongresswahlen des Jahres 1828 wurde Semmes im zweiten Wahlbezirk von Maryland in das US-Repräsentantenhaus in Washington, D.C. gewählt, wo er am 4. März 1829 die Nachfolge von John Crompton Weems antrat. Nach einer Wiederwahl konnte er bis zum 3. März 1833 zwei Legislaturperioden im Kongress absolvieren. Seit dem Amtsantritt von Präsident Andrew Jackson im Jahr 1829 wurde innerhalb und außerhalb des Kongresses heftig über dessen Politik diskutiert. Dabei ging es um die umstrittene Durchsetzung des Indian Removal Act, den Konflikt mit dem Staat South Carolina, der in der Nullifikationskrise gipfelte, und die Bankenpolitik des Präsidenten.
In den Jahren 1842 und 1843 war Benedict Semmes noch einmal Mitglied des Abgeordnetenhauses von Maryland; danach zog er sich in den Ruhestand zurück. Er starb am 10. Februar 1863 im Prince George’s County.